# フロイド・メイウェザー・シニア
フロイド・メイウェザー・シニア（Floyd Mayweather, Sr、1952年10月19日 - ）は、アメリカ合衆国の元プロボクサー、現トレーナー。本名はフロイド・ジョイ・メイウェザー（Floyd Joy Mayweather）。ミシシッピー州エーモリー出身。世界5階級制覇王者フロイド・メイウェザー・ジュニアは息子。世界2階級制覇王者ロジャー・メイウェザー（次兄）とジェフ・メイウェザー（末弟）は弟。

## 概要
プロボクサーとしては大成しなかったが、ボクシング史上に残る名ボクシング トレーナーとして知られる。難病の肺サルコイドーシスを患っている。ジュニアが1歳の時に、自身は義理の兄弟からショットガンで足を撃たれているが、この時自身が撃たれないようにするため、ジュニアを盾代わりに使ったとされている。父親としては非道な行いだがジュニアは怨んでおらず、自分を指導した父を尊敬している。

## 来歴

### ボクサー時代
1974年11月21日、プロデビュー。
1985年4月26日、USBA全米ウェルター級王座に挑戦するも、0-3の判定負けで王座獲得に失敗した。デビュー35戦目で初のタイトルマッチ出場となった。
世界ランカーであった時期に、当時米国ボクシング界のホープで、後の5階級制覇王者シュガー・レイ・レナードと対戦したことがある。試合は10回にレナードの高速連打を浴びTKO負け。
1990年11月3日の試合を最後に引退した。

### トレーナー時代
ボクシングトレーナーとして、幼少期を中心に息子であるフロイド・メイウェザー・ジュニア、オスカー・デ・ラ・ホーヤ（2001年 - 2006年）、チャド・ドーソン、リッキー・ハットン（ポール・マリナッジ戦とマニー・パッキャオ戦）、ホアン・グズマン、レイラ・アリ、ジョゼフ・アグベコなどを指導した。2007年にデ・ラ・ホーヤがメイウェザー・ジュニアと対戦する時、シニアは普段25万ドルでデ・ラ・ホーヤのトレーナーに就いていたが、この試合に限っては異例の高額条件となる200万ドルをデ・ラ・ホーヤに提示する、しかし、デ・ラ・ホーヤは支払いを断り、代わりにフレディ･ローチをトレーナーに雇った。
息子であるフロイド・メイウェザー・ジュニアが幼少の頃にボクシングを教える。1993年、メイウェザー・ジュニアが16歳の時にシニアはコカイン密売で有罪判決を受け、5年半刑務所で服役した。1998年に出所後、メイウェザー・ジュニアのトレーナーとマネージャーに復帰するが、2年ほど経つと喧嘩別れをしてしまい、居候していた家を追い出され、使用を許可されていた車も取り上げられた。幼少期とこの2年間を除き、メイウェザー・ジュニアのトレーナーには弟のロジャー・メイウェザーが就いていた。
2009年、ロジャー･メイウェザーが家庭内暴力の罪で、刑務所に6ヶ月間服役する。この時、シニアとジュニアとの関係が一時的に修復するが、ロジャーが出所後ジムへ戻ってくると、今度はロジャーとの兄弟喧嘩が勃発。ジュニアがロジャーを選んだことで、再びシニアは疎遠となった。
2013年、メイウェザー・ジュニアのトレーナーを長年務めてきたロジャー･メイウェザーが体調を崩し、シニアとメイウェザー・ジュニアとの緊張関係も和らいできたこともあり、メイウェザー・ジュニアのチーフトレーナーを2013年9月のサウル・アルバレス戦から引退まで務めた。
2024年3月、認知症を患っていることが息子のメイウェザー・ジュニアにより明かされた。